# チキチータ
「チキチータ」（"Chiquitita"、スペイン語で「小さな子」"little one" を意味する女性への愛称）は、スウェーデンのポップ・グループ、ABBAの曲である。第6アルバム『ヴーレ・ヴー』（1979年）から最初のシングルカット作品として、1979年1月に発表された。リード・ヴォーカルはアグネタ・フォルツコグが務めている。当初は「イフ・イット・ワズント・フォー・ザ・ナイツ 」がアルバムのリード・シングルとなる予定だったが、「チキチータ」の完成後計画変更された。

## 発表まで
この曲の準備段階には多くの版があったことが知られており、ワーキング・タイトルは当初 "Kålsupare"（「羽の鳥」という意味）、次いで "Three Wise Guys"（三賢人）と変遷したが、中でも有名なのが「ロザリータの腕の中に」"In The Arms of Rosalita" というものだった。しかしながら、タイトルは旋律に即していたものの、当初の歌詞での収録は上手く行かず、メンバーは歌詞を書き換えることにする。アンデションとウルヴァースはラテンアメリカ音楽らしい旋律を強調することにし、サイモン&ガーファンクル版が広く知られる『コンドルは飛んでいく』をひとつの指標とすることにした。当初の曲の一部を残しつつ改訂が進められ、曲は "Chiquitita Angelina"（「可愛い子アンジェリーナ」の意）という仮題を経て、スペイン語で「可愛い少女」を意味する「チキチータ」"Chiquitita" というタイトルになった。
リード・ヴォーカルはアグネタ・フォルツコグが務め、第6アルバム『ヴーレ・ヴー』のリード・シングルとして1979年に発表されると、多くの国でチャート1位を獲得する大ヒットとなった（後述）。英語版の成功後、ABBAはスペイン語歌詞版も製作し（歌詞をスペイン語に訳詞したのは大学教員をしていたバディ・マクラスキーとメアリー・マクラスキーのアルゼンチン在住の夫婦）、1980年に発表したスペイン語アルバム『グラシアス・ポル・ラ・ムシカ』に同曲を収録している（但し、英原詞には在るニ番の歌詞が無く、一番の歌詞の前半部をそのまま繰り返して歌っている）。

## 評価
「チキチータ」はABBAとして最も成功した作品のひとつである。1979年には国際連合児童基金 (UNICEF) の慈善イベントミュージック・フォー・ユニセフ・コンサートの曲目に選ばれ、国際連合総会の場から世界中に中継された。このイベントに関連して、ABBAは「チキチータ」から得たロイヤルティーの半額をUNICEFに寄付した。この曲はベルギー、フィンランド、アイルランド、メキシコ、オランダ、ニュージーランド、ローデシア、南アフリカ、スイス、スペインでチャート1位を獲得し、地元スウェーデンとイギリス（ブロンディの「ハート・オブ・グラス」に破れ、両国とも最高順位は2位だった）、オーストラリア、西ドイツ、ノルウェーで5位までにランクインした。これにより、「チキチータ」はアルバム『ヴーレ・ヴー』からのシングルカットで最も成功した曲になっただけでなく、世界で最も有名なチャリティ・ソングのひとつにもなった。2014年には、ABBAのメンバー4人全員がこの曲の収益を全てUNICEFに寄付することで同意した。2021年段階で、「チキチータ」の収益から得られたUNICEFへの寄付額は、アメリカ合衆国ドルで480万ドル相当に達している。
アルゼンチンでは、1979年7月末の発売以来、スペイン語版が50万枚、オリジナルの英語版が2万5千枚売れるなどのヒットを記録した。『キャッシュボックス』誌では「活き活きとした音」("a bouncy tune") と「舞い上がるようなハーモニー」"soaring harmonies" を備えていると評されている。
2021年9月段階において、デジタル配信も含めた全集計の中で、この曲はイギリス国内で9番目に売れたABBAの楽曲である。
日本では1979年に「チキチータ」の題でディスコメイトレコードから発売された (DSP-126)。その後、2001年のドラマ『ストロベリー・オンザ・ショートケーキ』劇中曲として使用されたことから、同じくABBAの『SOS』と合わせて、2001年1月に「S.O.S./チキチータ」と銘打ったシングルがユニバーサルミュージックより別途販売されている（同年ベストアルバム『S.O.S.〜ベスト・オブ・アバ』もリリース）。

## ミュージック・ビデオ
「チキチータ」はABBAの楽曲にしては珍しく、カスタムメイド・ビデオの作られなかったシングルとなった。このため、ミュージックビデオとしては、シングル発売から暫く経った1979年3月・4月に収録された、テレビ番組用のパフォーマンス映像が使用されている。このクリップは、1979年のイースターにヨーロッパで放送された番組『ABBA・イン・スイス』"ABBA in Switzerland"（BBC）の収録中に撮影されたものだが、クリスマスの放送が予定され、実際の番組には使用されなかった。映像では山の麓で雪だるまを背景に歌唱するABBAの姿が収められている。全編を通じて天候も光源も芳しくなく、中でもアンニ＝フリッド・リングスタッドは常に目に入る髪をかき分け続けている。撮影はスイス・レザンで行われ、BBCはリップシンクした別2版を作成している。片方は「BBCビッグ・トップ」"The BBC Big Top" の中で使用され、メンバーがカフェのテーブルに座って歌うもうひとつのバージョンは、デイム・エドナ・エバレッジ司会の番組「クリスマス・ショータイム・スペシャル」"Christmas Snowtime Special" の中で、1979年12月23日にBBC Oneにて放送された。グループが雪だるまを背に屋外で歌ったバージョンは、元々クリスマス番組用として考えられていたが、制作・監督を務めたマイケル・ハール (Michael Hurll) が最初のバージョンに納得せず、第2作以降が作られることになった。2022年3月、リリックビデオの形で新しいミュージックビデオが公開されている。

## メンバー
- アグネタ・フォルツコグ - リード・ヴォーカル
- アンニ＝フリッド・リングスタッド - バック・ヴォーカル
- ビョルン・ウルヴァース - ギター
- ベニー・アンデション - キーボード

## チャート順位
| チャート（1979〜1980年）                          | 最高順位 |
| ------------------------------------------------- | -------- |
| オーストラリア （ケント・ミュージック・レポート） | 4        |
| オーストリア (Ö3 Austria Top 40)                  | 6        |
| ベルギー (Ultratip Wallonia)                      | 1        |
| フィンランド （スオメン・ヴィラリネン・リスタ）   | 1        |
| オランダ (Dutch Top 40)                           | 1        |
| オランダ (Single Top 100)                         | 1        |
| ニュージーランド (Recorded Music NZ)              | 1        |
| ノルウェー (VG-lista)                             | 4        |
| スウェーデン (Sverigetopplistan)                  | 2        |
| スイス (Schweizer Hitparade)                      | 1        |
| UK シングルス (OCC)                               | 2        |
| US Billboard Hot 100                              | 29       |
| US Adult Contemporary(Billboard)                  | 15       |
| US Cashbox Top 100 Singles                        | 36       |
| 西ドイツ (Official German Charts)                 | 3        |

| チャート（1979年）                          | 順位 |
| ------------------------------------------- | ---- |
| オーストラリア                              | 40   |
| ニュージーランド (Recorded Music NZ)        | 9    |
| 南アフリカ (Springbok Radio)                | 17   |
| スイス (Schweizer Hitparade)                | 9    |
| イギリス (Music Week)                       | 16   |
| アメリカ合衆国 (Joel Whitburn's Pop Annual) | 167  |

## 認定・売り上げ
| 国/地域                      | 認定     | 認定/売上数 |
| ---------------------------- | -------- | ----------- |
| アルゼンチン                 |          | 525,000     |
| 日本 (RIAJ) SOS / Chiquitita | Platinum | 100,000^    |
| オランダ (NVPI)              | Gold     | 100,000^    |
| イギリス (BPI)               | Gold     | 500,000^    |
| ^ 認定のみに基づく出荷枚数   |          |             |

## カバー作品

### シェール版
2020年5月8日、アメリカ合衆国の歌手・俳優であるシェールが、スペイン語版の「チキチータ」をカバーし、1979年のABBAと同様に収益の全額を国際連合児童基金 (UNICEF) へ寄付すると発表した。この曲でシェールはアメリカ合衆国のラテンチャート (US Latin Chart) に初めてランクインし、ビルボードの The US Latin Digital Song Sales で6位に付けた。
ミュージックビデオはUNICEFのウェブサイトで2020年5月9日に公開され、その後シェール本人のYouTubeチャンネルで公開された。シェールが出演する部分は彼女の自宅で撮影され、動画の最後は世界中の子どもたちの姿で締められている。

#### チャート順位（シェール版）
| チャート（2020年）                      | 最高順位 |
| --------------------------------------- | -------- |
| US Latin Digital Song Sales (Billboard) | 6        |

### その他のカバー
プエルトリコのボーイズバンド「メヌド」Menudo がスペイン語版をカバーしており、うち1回では歌手のエドニタ・ナザリオ (Ednita Nazario) と共演している。スペイン生まれの歌手チャロは、1981年のスタジオアルバム "Bailando con Charo" にスパングリッシュ版を収録した。1997年には、ユーロダンスグループE-RoticがABBAのカバーアルバム "Thank You For The Music" を発表し、その中にユーロ・レゲエバージョンの「チキチータ」が収録された。メキシコでは、80年代のポップ・ガールズ・グループ Pandora がスペイン語でこの曲をカバーし、大ヒットを収めている。1984年にはナナ・ムスクーリがフランス語版を発表した。
1999年には、ティム・ヘガティとロス・グレアム (Ross Graham) がオマー爆発事件の犠牲者を悼んでコンピレーション・アルバム『アクロス・ザ・ブリッジ・オブ・ホープ』を制作し、シネイド・オコナーが歌う「チキチータ」が収録された。
2010年にはアマイア・モンテーロがスペイン語版をシングルとして発表し、スペインチャートで第1位を獲得した。